# Melano
Melano is een plaats en voormalige gemeente in het Zwitserse kanton Ticino en maakt deel uit van het district Lugano.
Melano telt 1181 inwoners.
De plaats maakt sinds 10 april 2022 deel uit van de gemeente Val Mara.